# 马丁·楚尔
马丁·楚尔（捷克語：Martin Dzúr；1919年7月12日—1985年1月15日），捷克斯洛伐克共产党领导人之一，捷克斯洛伐克国防部部长。

## 获奖
捷克斯洛伐克
- 克莱门特·哥特瓦尔德勋章（1984年9月5日）[2]
- 胜利的二月勋章（1974年9月27日）[3]
- 共和国勋章（1979年6月25日）[4]
- 红旗勋章
- 红星勋章
- 劳动勋章（1969年7月6日）[5]
- 军事十字章（1939年版）

苏联
- 列宁勋章（1983年）
- 十月革命勋章（1978年9月19日）
- 红旗勋章
- 解放布拉格奖章（1945年）